# Ergersheim (Németország)
Ergersheim település Németországban, azon belül Bajorországban. Lakosainak száma 1081 fő (2023. december 31.).

## Népesség
A település népessége az elmúlt években az alábbi módon változott:
| Lakosok száma | 718  | 840  | 1097 | 1047 | 1113 | 1077 | 1111 | 1079 | 1025 | 1081 |
|               | 1875 | 1950 | 1975 | 1987 | 2012 | 2014 | 2016 | 2017 | 2021 | 2023 |